# Ніно Баціашвілі
Ніно Баціашвілі (нар. 1 січня 1987, Батумі) — грузинська шахістка, Гросмейстер з 2018 року.
Віце-чемпіонка Європи 2015 року, чемпіонка Грузії 2015 року. У складі збірної Грузії переможниця командного чемпіонату світу 2015 року.
Її рейтинг станом на березень 2020 року — 2457 (26-те місце у світі, 4-те — серед шахісток Грузії).

## Кар'єра
Кілька разів представляла Грузію на світових та європейських чемпіонатах серед дівчат у різних вікових категоріях, найкращий результат — 2004 року в Ургюпі до 18 років. Того ж року поділила 1-е місце в національному чемпіонаті до 20 років. 2006 року в тій самій категорії завоювала звання віце-чемпіонки. Кілька разів була фіналісткою чемпіонату Грузії в індивідуальному заліку, вигравши дві медалі: золото (2015) і бронзу (2012).
Норматив гросмейстера серед жінок виконала на таких трьох турнірах: Кобулеті (2006), Стокгольм (2008) і Пловдив (2008, індивідуальний чемпіонат Європи). У 2008 році поділила 1-е місце в Урмії (з Ліліт Галоян і Сопіко Тереладзе), а також 3-є місце в Ізмірі (з Михайлом Гуревичем і Торніке Саникідзе). У 2012 році виграла круговий турнір у Москві та посіла 2-е місце (за Інгою Царчалашвілі) на меморіалі Христини Радзіковської у Варшаві. На тому ж меморіалі 2013 року поділила 1-2-е місця (з Йоанною Майдан-Гаєвською.
У травні 2015 року Ніно посіла друге місце на індивідуальному чемпіонаті Європи, що проходив у грузинському місті Чакві. Набравши 9 очок з 11 можливих (+8-1=2), Ніно на ½ очка відстала від українки Наталі Жукової та на 1 очко випередила росіянку Аліну Кашлинську.
У листопаді 2015 року в складі збірної Грузії стала бронзовою призеркою командного чемпіонату Європи, що проходив у Рейк'явіку. Набравши 5½ очок з 9 можливих (+4=3-2), Ніно посіла 7 місце серед шахісток, які виступали на четвертій шахівниці.
У грудні, набравши 3½ очки з 9 можливих (+1-3=5), посіла 109 місце на опен-турнірі «Qatar Masters Open 2015».
У квітні 2018 року Баціашвілі присвоїли титул «гросмейстер».

## Статистика виступів у складі збірної Грузії
Ніно Баціашвілі за період 2012—2019 років дев'ять разів представляла збірну Грузії на командних змаганнях, зокрема на шахових олімпіадах — 4 рази, командних чемпіонатах світу — 4 рази та командних чемпіонатах Європи — 2 рази.
В активі Ніно 6 командних нагород (золота, 2 срібні та 3 бронзові), а також три індивідуальні нагороди (срібна та 2 бронзові).

 Загалом у складі збірної Грузії Ніно Баціашвілі зіграла 75 партій, в яких набрала 51 очко (+39=24-12), що становить 68,0 % від числа можливих очок.
| Рік  | Турнір           | Місто           | Збірна | Шахів- ниця | Рейтинг | + | = | − | Результат | % очок | Турнірний рейтинг | Командне місце | Особисте місце |
| ---- | ---------------- | --------------- | ------ | ----------- | ------- | - | - | - | --------- | ------ | ----------------- | -------------- | -------------- |
| 2012 | шахова олімпіада | Стамбул         | Грузія | резерв      | 2432    | 5 | 2 | 1 | 6 з 8     | 75,0   | 2208              | 8              | 7              |
| 2014 | шахова олімпіада | Тромсе          | Грузія | резерв      | 2435    | 4 | 3 | 1 | 5½ з 8    | 68,8   | 2310              | 4              | 7              |
| 2015 | чемпіонат світу  | Ченду           | Грузія | 4           | 2473    | 3 | 3 | 1 | 4½ з 7    | 64,3   | 2465              | Gold           | Bronze         |
|      | чемпіонат Європи | Рейк'явік       | Грузія | 4           | 2509    | 4 | 3 | 2 | 5½ з 9    | 61,1   | 2403              | Bronze         | 7              |
| 2016 | шахова олімпіада | Баку            | Грузія | 4           | 2474    | 9 | 0 | 1 | 9 з 10    | 90,0   | 2533              | 10             | Silver         |
| 2017 | чемпіонат світу  | Ханти-Мансійськ | Грузія | 4           | 2469    | 4 | 3 | 1 | 5½ з 8    | 68,8   | 2462              | Bronze         | Bronze         |
|      | чемпіонат Європи | Крит            | Грузія | 2           | 2472    | 4 | 2 | 2 | 5 з 8     | 62,5   | 2496              | Silver         | 4              |
| 2018 | шахова олімпіада | Батумі          | Грузія | 3           | 2482    | 3 | 4 | 2 | 5 з 9     | 55,6   | 2369              | Silver         | 10             |
| 2019 | чемпіонат світу  | Астана          | Грузія | 4           | 2454    | 3 | 4 | 1 | 5 з 8     | 62,5   | 2420              | Bronze         |                |

## Зміни рейтингу
| На цьому місці має відображатися графік чи діаграма, однак з технічних причин його відображення наразі вимкнено. Будь ласка, не видаляйте код, який викликає це повідомлення. Розробники вже працюють для того, щоби відновити штатне функціонування цього графіка або діаграми. | |
| | На цьому місці має відображатися графік чи діаграма, однак з технічних причин його відображення наразі вимкнено. Будь ласка, не видаляйте код, який викликає це повідомлення. Розробники вже працюють для того, щоби відновити штатне функціонування цього графіка або діаграми. |